# Porela albifinis
Porela albifinis är en fjärilsart som beskrevs av Walker 1855. Porela albifinis ingår i släktet Porela och familjen ädelspinnare. Inga underarter finns listade i Catalogue of Life.